# Juradi
Juradi is een plaats in de gemeente Buzet in de Kroatische provincie Istrië. De plaats telt 69 inwoners (2001).